# منير المصري
منير المصري هو رياضي اردني (من مواليد 17 مارس 1963) يلعب في رياضة المصارعة. شارك في في حدثين رياضيين، هما دورة الألعاب الأولمبية الصيفية عام 1988 وكان حامل العلم للأردن في تلك البطولة.